# Yvonne Desportes
Pour les articles homonymes, voir Desportes.
Yvonne Berthe Mélitta Desportes, née le 18 juillet 1907 à Cobourg (Duché de Saxe-Cobourg et Gotha) et morte le 29 décembre 1993 à Paris 14e, est une compositrice et peintre française.

## Biographie
Fille d'Émile Desportes, chef d'orchestre et compositeur (1878-1944), elle fait ses études au Conservatoire de Paris avec Noël et Jean Gallon, Maurice Emmanuel et Paul Dukas.
Elle obtient le 1er Grand Prix de Rome en 1932 pour sa cantate Le Pardon. Professeur de solfège au Conservatoire de Paris, elle enseigne ensuite la fugue, le contrepoint et la composition de 1959 à 1978. Elle enseigne les disciplines de lecture à vue, harmonisation, accompagnement au piano et orchestration au Centre national de préparation au certificat d'aptitude à l'enseignement musical (lycée La-Fontaine).
Esprit indépendant, traditionaliste mais non conformiste, son intérêt va principalement à la musique théâtrale et à la percussion. Elle confia un jour à son ancien élève Claude Lévy qu’elle était royaliste, « parce que les rois sont les seuls personnages qui n’ont pas besoin de mentir pour accéder au pouvoir »[réf. nécessaire].
En peinture, elle prend part au Salon des indépendants où elle présente en 1928 la toile Jeunesse et vieillesse et en 1929 les toiles Quatuor et Sylvane.

## Enseignement et recherche
Musicologue reconnue, elle a publié de nombreux ouvrages de référence sur l'harmonie, dont un Précis d'analyse harmonique. Michel Sogny fut un de ses nombreux élèves.

## Vie privée
Elle fut mariée au sculpteur Ulysse Gémignani, Grand Prix de Rome 1933, qu'elle avait connu lors de son séjour à la Villa Médicis. L'un de leurs enfants est le percussionniste et compositeur Vincent Gemignani.

## Œuvres
- 20 petites pièces en forme d'études pour xylophone
- Trifaldin, ballet (1935)
- Le Rossignol et l'Orvet, opéra (1936)
- Les 7 Péchés capitaux, ballet (1938)
- Maître Cornelius, opéra (1940) d'après Balzac
- La farce du carabinier, opéra (1943)
- Variations symphoniques (1946)
- Concerto pour percussion no 1 (1957)
- Symphonie no 1 Saint-Gindolph (1958)
- Concerto pour percussion no 2 (1960)
- Voyage au-delà d'un miroir, pour 3 percussions (1963)
- Symphonie no 2 Monorythmie (1964)
- Vision cosmique, pour 3 percussions avec bronté[3](1964)
- Le Forgeur de merveilles, opéra (1965) d'après O'Brien
- Symphonie no 3 L'Éternel féminin (1969)
- Au-delà de la prière pour bronté et orchestre à cordes (1970)
- Chanson baladée pour accordéon de concert (1973)
- Le Vin Médecin, cantate profane pour chœur et orchestre d’harmonie, commande de la ville de Béziers (1986)
- Fugue et Fantaisie pour accordéon de concert (1989)
- SI Louis XI jouait de l'accordéon pour accordéon de concert (1990)
- Sextuor La maison abandonnée
- Octuor pour quatuor vocal et quatuor à cordes
- Quatuor
- Quintette
- Ambiances pour soprano et 2 percussions
- 7 Poèmes abstraits pour chœur mixte et percussion
- 8 Pièces vocales pour soli, chœur et orchestre
- Les amis de toujours pour chœur mixte
- Des chansons dans la coulisse pour trombone et piano
- L'horloge jazzante pour saxophone et guitare